# Дандан-Ойлык
Дандан-Ойлык (кит. 丹丹乌里克遗址 — «Дома из слоновой кости») — заброшенный исторический оазис и буддистский посёлок в пустыне Такла-Макан в Китае, расположенный к северо-востоку от Хотана в Синьцзян-Уйгурском автономном районе между реками Хотан и Керия. Центральный участок занимает площадь 4,5 км²; большой оазис простирается на площади 22 км². Это место процветало с VI века как поселение вдоль южной ветви Великого шёлкового пути до его оставления перед тибетским наступлением в конце VIII века.
Дандан-Ойлык был заново открыт и частично раскопан рядом иностранных исследователей начиная с 1896 года. Были обнаружены ценные артефакты, в том числе рукописи, рельефные штукатурки, расписные деревянные панели и фрески. Детальное обследование было проведено в 2006 году, хотя большая часть археологического объекта остается неисследованной. В настоящее время Дандан-Ойлык закрыт для посещения.

## Повторное открытие
После более чем тысячелетия запустения Дандан-Ойлык был вновь открыт в 1896 году шведским исследователем Свеном Гедином. Оставив свой багаж в Хотане, Гедин отправился в путь 14 января 1896 года со свитой из четырёх человек, трёх верблюдов и двух ослов вместе с достаточным количеством припасов на пятьдесят дней. Через пять дней группа покинула реку Юрункаш, направляясь на восток между дюнами, которая постепенно увеличивалась до высоты пятидесяти футов. Следуя через даваны или «перевалы» между дюнами, с тамариском или тополем, указывающими на источники воды, через десять дней после отъезда из Хотана Гедин прибыл на своём верблюде «Похороненный город Такламакан».
Там он нашёл следы сотен деревянных домов; «Храм Будды», со стенами, построенными из пучков тростника, прикреплёнными к кольям, и покрытыми земляной штукатуркой и настенными росписями, изображающими коленопреклонённых женщин, усатых мужчин в персидской одежде, животных и лодки, качающиеся на волнах; фрагменты бумаги с неразборчивыми символами; гипсовую стопу в натуральную величину; и серию изображений Будды. Большинство руин, простирающихся на площади 2 на 2,5 миль, были погребены под высокими дюнами. Гедин обнаружил, что раскопки были «отчаянной работой», поскольку песок немедленно заполнял всё, что было выкопано, и требовалось удаление целых дюн; кроме того, несмотря на древность, верблюды и ослы «с удовольствием съедали» тростник, когда-то использованный в строительстве. Хотя Гедин не смог восстановить общий план города, он обнаружил следы садов, ряды тополей, указывающих на древние проспекты, и остатки древних абрикосовых и сливовых деревьев, заключив, что «стены этого проклятого Богом города, этого второго Содома в пустыне, таким образом, в древние времена омывалась мощным потоком Керия-Дарьи».
Кто бы мог подумать, что в глубине страшной пустыни Гоби … настоящие города дремали под песком … и всё же я стоял среди обломков и опустошений древнего народа, в жилища которого никто никогда не входил, кроме песчаной бури в дни её самого безумного разгула; я стоял как принц в зачарованном лесу, пробудив к новой жизни город, который дремал тысячу лет, или, во всяком случае, спас память о его существовании от забвения.

## Аурель Стейн
В декабре 1900 года Аурель Стейн получил в Хотане информацию от «надежного искателя сокровищ», который принёс фрагменты настенной росписи со шрифтом Брахми, рельефные штукатурки и бумажные документы из места, известного под названием Дандан-Ойлык. После этого Стейн отправился туда дорогой Гедина в сопровождении двух гидов и команды из тридцати рабочих, чтобы начать раскопки. Он обнаружил ряд сооружений (обозначенных Стейном D. I — D. XVII), в том числе жилища и ряд буддийских святынь. D. II имеет центральную прямоугольную платформу, увенчанную основанием из литой статуи лотоса, на которой сохранилась только нижняя часть изображения; окружающий проход Штейн определил как служащий для парикрамы (ритуального обхода). В прилегающем меньшем здании был безголовый Будда, которого Стейн увез на муле и который теперь находится в Британском музее; другая фигура без головы, одетая в кольчугу, в широких сапогах, похожих на мягкие кожаные чаруки современного Туркестана, топтала другую фигуру и считается изображением Куберы; и настенные росписи сидящего монаха, Будды, всадников и обнажённой танцующей девушки в бассейне с водой на фоне цветущего лотоса, украшенного драгоценными камнями и виноградным листом.
Среди обнаруженных документов, написанных различными письменами на бумаге, деревянных табличках и палках, были буддийские тексты; ходатайство о взыскании осла после того, как два его покупателя не заплатили даже спустя десять месяцев; ходатайство об освобождении от реквизиций зерна и принудительного труда после посещения бандитами; прошение о выделении военным шкур для барабанов и перепелиных перьев для стрел; учёт займов; и важный ранний еврейско-персидский документ, отредактированный и датированный 718 годом Давидом Самуэлем Марголиусом, который, по-видимому, в основном касался продажи овец, жалоб на несправедливое обращение и обучения девочек. Аурель Стейн перевёл документ на английский.

## Последующие экспедиции
В 1905 году географ Эллсуорт Хантингтон посетил Дандан-Ойлык, заметив, что когда-то его омывала река, которая больше не течет через этот район. Начиная с 1928 года, когда этот район посетили Эмиль Тринклер и Уолтера Босхард, этот археологический объект оставался нетронутым почти семьдесят лет до того момента, как в 1996 году Синьцзянский археологический институтом не провёл его первичную инспекцию. В 1998 году Кристоф Баумер возглавил экспедицию на место, сделав дальнейшие открытия. В 2002 году совместная экспедиция команд из Синьцзянского бюро культурных реликвий, Синьцзянского археологического Научно-исследовательского института и Исследовательского института Ния университета Буккё в Японии обнаружила новый буддийский храм с настенными росписями. Впоследствии там были проведены раскопки, и тридцать секций картин были отделены и вывезены в Урумчи. Там изображены сидящие Будды, серии фигур в традиции Тысячи Будд, бодхисаттвы, всадники на пятнистых скакунах и надпись на иранском языке сака. В 2006 году Дандан-Ойлык был включён в список Государственного управления культурного наследия в качестве главного исторического и культурного объекта, охраняемого на национальном уровне.

## Галерея
- Древний Хотан BLER2 AKV1 FP246 FIG28
- Древний Хотан BLER2 AKV1 FP246 FIG29
- Древний Хотан BLER2 AKV1 FP246 FIG31
- Древний Хотан BLER4 AKV2 PLII PHOT
- Древний Хотан BLER4 AKV2 PLIII PHOTB
- Еврейско-персидский текст BLI7 OR8212166R1 1